# Nakazawa Dōni

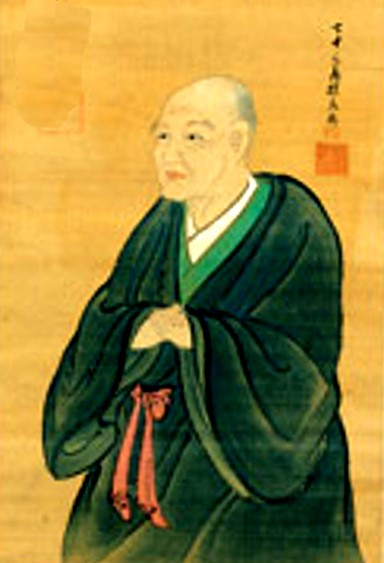
Nakazawa Dōni

Nakazawa Dōni (japanisch 中澤 道二, Rufname Kameya Kyūbei; geboren 21. September 1725 in Kyōto; gestorben 29. Juli 1803) war ein japanischer Lehrer und Verkünder der Shingaku-Lehre.

## Leben und Wirken
Nakazawa Dōni wurde als Sohn eines Webereibesitzers in Kyōto geboren. Er übernahm den Familienbetrieb, war aber schon in jungen Jahren bestrebt, mit großem Einsatz die wahre Bedeutung des Glaubens (妙法, Myōhō) zu studieren. Im Alter von 40 Jahren wurde er Schüler von Teshima Toan (1718–1786), für den er dann vertretungsweise Lesungen durchführen durfte. 1783 wurde auf Wunsch von Tejima die „Shingaku Kosha Sanzensha“ (心学講舎参前舎) in Edo-Nihonbashi gegründet und die Mission auf das gesamte Kantō-Gebiet ausgedehnt.
Durch die Arbeit von Nakazawa und seinen Schülern erweiterte sich der Glaubenskreis bis hin zum Tōhoku-Gebiet. Die Zuhörer gehörten meistens dem einfachen Volk an, aber auch 20 Daimyō, darunter auch ein, der aus der Seitenlinie des Honda-Klans in Yamazaki (Provinz Harima) residierte. Gleichzeitig war Nakazawa auch als Lehrer auf dem Stützpunkt (人足寄場, Ninsoku joseba) auf Tsukudajima (佃島) in Edo tätig.
Was die Lehrmethode angeht, so bevorzugte Nakazawa für die Zuhörer aus einfachen Verhältnissen „Weg-Geschichten“ (道話, Dōwa). Damit war zumindest der Anfang dessen gesichert, was von der breiten Öffentlichkeit als Shingaku-Geschichte angesehen wird. In „Dōni-Ō Dōwa“ (道二翁道話) und in der Fortsetzung „Dōni-Ō Dōwa Sokuhen“ (道二翁道話続編), die von den Schülern zusammengestellt wurden, wird Nakazawas Streben sichtbar,  eine Verschmelzung von Ishida Baigans Lehre der Sozialkritik mit der Teshima-Doktrin der subjektiven Lebensphilosophie.
Beispiele für Sekundärliteratur sind „Sekimon-Shingaku-shi no Kenkyū“ (石門心学史の研究) von Ishikawa Ken (石川 謙) und „Sekimon-Shingaku“ (石門心学), herausgegeben von Shibata Minoru (柴田 実) als 42. Band der „Große Linie der Ideengeschichte Japans“ (日本思想大系, Nihon Shisō Taikei).